# Maria Augusta di Sassonia (1827-1857)
Maria Augusta di Sassonia (Dresda, 22 gennaio 1827 – Dresda, 8 ottobre 1857) fu Principessa Reale di Sassonia, Arciduchessa d'Austria e membro della casata di Wettin.

## Biografia

### Infanzia
Maria Augusta di Sassonia era figlia di Giovanni di Sassonia e Amalia Augusta di Baviera, era sorella di Anna Maria, granduchessa ereditaria di Toscana, Maria Sofia, duchessa di Baviera, Margherita, Principessa ereditaria d'Austria, Maria Sidonia e Giorgio. I suoi nonni erano Massimiliano di Sassonia e Maria Carolina di Borbone-Parma, quindi, per parte paterna, Maria Augusta era discendente dell'imperatrice Maria Teresa d'Austria. 

### Vita successiva
Maria Augusta era una splendida adolescente, infatti molti principi avrebbero voluto sposarla, ma questa rifiutò più volte.
Maria Augusta aveva salute malaticcia, soffriva di raffreddori continui, per questo non avrebbe potuto dare eredi ad un possibile marito. Era particolarmente affezionata alle sorelle Maria Sidonia e Anna Maria, le tre ragazze condividevano la stessa stanza.

### Morte
Maria Augusta sarebbe rimasta nubile tutta la vita, nel 1857 si sarebbe ammalata di tosse e raffreddore, resistette alcuni mesi ma morì a soli 30 anni, lasciando i genitori affranti. Venne sepolta nella Cattedrale della Santissima Trinità di Dresda.

## Ascendenza
|                                    |                                            |                                          | Genitori                                        |  |  | Nonni |  |  | Bisnonni                       |  |  | Trisnonni              |  |
|                                    |                                            |                                          |                                                 |  |  |       |  |  | Federico Cristiano di Sassonia |  |  | Augusto III di Polonia |  |
|                                    |                                            |                                          |                                                 |  |  |       |  |  | Federico Cristiano di Sassonia |  |  | Augusto III di Polonia |  |
|                                    |                                            | Maria Giuseppa d'Austria                 |                                                 |  |  |       |  |  | Federico Cristiano di Sassonia |  |  |                        |  |
| Massimiliano di Sassonia           |                                            |                                          |                                                 |  |  |       |  |  | Federico Cristiano di Sassonia |  |  |                        |  |
|                                    |                                            | Maria Antonia di Baviera                 | Carlo VII di Baviera                            |  |  |       |  |  |                                |  |  |                        |  |
|                                    |                                            | Maria Antonia di Baviera                 | Carlo VII di Baviera                            |  |  |       |  |  |                                |  |  |                        |  |
|                                    |                                            | Maria Antonia di Baviera                 | Maria Amalia d'Asburgo                          |  |  |       |  |  |                                |  |  |                        |  |
| Giovanni di Sassonia               |                                            | Maria Antonia di Baviera                 |                                                 |  |  |       |  |  |                                |  |  |                        |  |
|                                    |                                            | Ferdinando I di Parma                    | Filippo I di Parma                              |  |  |       |  |  |                                |  |  |                        |  |
|                                    |                                            | Ferdinando I di Parma                    | Filippo I di Parma                              |  |  |       |  |  |                                |  |  |                        |  |
|                                    |                                            | Ferdinando I di Parma                    | Luisa Elisabetta di Borbone-Francia             |  |  |       |  |  |                                |  |  |                        |  |
| Carolina di Borbone-Parma          |                                            | Ferdinando I di Parma                    |                                                 |  |  |       |  |  |                                |  |  |                        |  |
|                                    |                                            | Maria Amalia d'Asburgo-Lorena            | Francesco I di Lorena                           |  |  |       |  |  |                                |  |  |                        |  |
|                                    |                                            | Maria Amalia d'Asburgo-Lorena            | Francesco I di Lorena                           |  |  |       |  |  |                                |  |  |                        |  |
|                                    |                                            | Maria Amalia d'Asburgo-Lorena            | Maria Teresa d'Austria                          |  |  |       |  |  |                                |  |  |                        |  |
| Maria Augusta di Sassonia          |                                            | Maria Amalia d'Asburgo-Lorena            |                                                 |  |  |       |  |  |                                |  |  |                        |  |
|                                    | Federico Michele di Zweibrücken-Birkenfeld | Cristiano III del Palatinato-Zweibrücken |                                                 |  |  |       |  |  |                                |  |  |                        |  |
|                                    | Federico Michele di Zweibrücken-Birkenfeld | Cristiano III del Palatinato-Zweibrücken |                                                 |  |  |       |  |  |                                |  |  |                        |  |
|                                    | Federico Michele di Zweibrücken-Birkenfeld | Carolina di Nassau-Saarbrücken           |                                                 |  |  |       |  |  |                                |  |  |                        |  |
| Massimiliano I Giuseppe di Baviera | Federico Michele di Zweibrücken-Birkenfeld |                                          |                                                 |  |  |       |  |  |                                |  |  |                        |  |
|                                    |                                            | Maria Francesca del Palatinato-Sulzbach  | Giuseppe Carlo del Palatinato-Sulzbach          |  |  |       |  |  |                                |  |  |                        |  |
|                                    |                                            | Maria Francesca del Palatinato-Sulzbach  | Giuseppe Carlo del Palatinato-Sulzbach          |  |  |       |  |  |                                |  |  |                        |  |
|                                    |                                            | Maria Francesca del Palatinato-Sulzbach  | Elisabetta Augusta Sofia del Palatinato-Neuburg |  |  |       |  |  |                                |  |  |                        |  |
| Amalia Augusta di Baviera          |                                            | Maria Francesca del Palatinato-Sulzbach  |                                                 |  |  |       |  |  |                                |  |  |                        |  |
|                                    |                                            | Carlo Luigi di Baden                     | Carlo Federico di Baden                         |  |  |       |  |  |                                |  |  |                        |  |
|                                    |                                            | Carlo Luigi di Baden                     | Carlo Federico di Baden                         |  |  |       |  |  |                                |  |  |                        |  |
|                                    |                                            | Carlo Luigi di Baden                     | Carolina Luisa d'Assia-Darmstadt                |  |  |       |  |  |                                |  |  |                        |  |
| Carolina di Baden                  |                                            | Carlo Luigi di Baden                     |                                                 |  |  |       |  |  |                                |  |  |                        |  |
|                                    |                                            | Amalia d'Assia-Darmstadt                 | Luigi IX d'Assia-Darmstadt                      |  |  |       |  |  |                                |  |  |                        |  |
|                                    |                                            | Amalia d'Assia-Darmstadt                 | Luigi IX d'Assia-Darmstadt                      |  |  |       |  |  |                                |  |  |                        |  |
|                                    |                                            | Amalia d'Assia-Darmstadt                 | Carolina del Palatinato-Zweibrücken-Birkenfeld  |  |  |       |  |  |                                |  |  |                        |  |
|                                    |                                            | Amalia d'Assia-Darmstadt                 |                                                 |  |  |       |  |  |                                |  |  |                        |  |

## Titoli e trattamento
• 22 gennaio 1827 - 8 ottobre 1857: Sua Altezza Reale Maria Augusta, Principessa di Sassonia, Arciduchessa d'Austria.